# Skate Canada International de 1984
O Skate Canada International de 1984 foi a décima primeira edição do Skate Canada International, um evento anual de patinação artística no gelo organizado pelo Skate Canada. A competição foi disputada na cidade de Victoria, Colúmbia Britânica, Canadá.

## Eventos
- Individual masculino
- Individual feminino
- Duplas
- Dança no gelo

## Medalhistas
| Evento                        | Ouro                                                    | Prata                                              | Bronze                                     |
| Individual masculino detalhes | Brian Orser · Canadá                                    | Grzegorz Filipowski · Polônia                      | Masaru Ogawa · Japão                       |
| Individual feminino detalhes  | Midori Ito · Japão                                      | Tiffany Chin · Estados Unidos                      | Natalia Lebedeva · União Soviética         |
| Duplas detalhes               | Elena Bechke · Valeri Kornienko · União Soviética       | Cynthia Coull · Mark Rowsom · Canadá               | Katherina Matousek · Lloyd Eisler · Canadá |
| Dança no gelo detalhes        | Olga Volozhinskaya · Alexander Svinin · União Soviética | Petra Born · Rainer Schönborn · Alemanha Ocidental | Kelly Johnson · John Thomas · Canadá       |

## Resultados

### Individual masculino
| Pos.              | Nome                | Nacionalidade |
| ----------------- | ------------------- | ------------- |
| Medalha de ouro   | Brian Orser         | Canadá        |
| Medalha de prata  | Grzegorz Filipowski | Polônia       |
| Medalha de bronze | Masaru Ogawa        | Japão         |
| 4                 |                     |               |
| 5                 |                     |               |
| 6                 |                     |               |
| 7                 | Gary Beacom         | Canadá        |
| ...               |                     |               |

### Individual feminino
| Pos.              | Nome             | Nacionalidade   |
| ----------------- | ---------------- | --------------- |
| Medalha de ouro   | Midori Ito       | Japão           |
| Medalha de prata  | Tiffany Chin     | Estados Unidos  |
| Medalha de bronze | Natalia Lebedeva | União Soviética |
| 4                 |                  |                 |
| 5                 |                  |                 |
| 6                 |                  |                 |
| 7                 |                  |                 |
| 8                 | Cynthia Coull    | Canadá          |
| 9                 |                  |                 |
| 10                | Charlene Wong    | Canadá          |
| ...               |                  |                 |

### Duplas
| Pos.              | Nome                              | Nacionalidade   |
| ----------------- | --------------------------------- | --------------- |
| Medalha de ouro   | Elena Bechke / Valeri Kornienko   | União Soviética |
| Medalha de prata  | Cynthia Coull / Mark Rowsom       | Canadá          |
| Medalha de bronze | Katherina Matousek / Lloyd Eisler | Canadá          |
| 4                 | Natalie Seybold / Wayne Seybold   | Estados Unidos  |
| 5                 | Christine Hough / Doug Ladret     | Canadá          |
| ...               |                                   |                 |

### Dança no gelo
| Pos.              | Nome                                  | Nacionalidade      |
| ----------------- | ------------------------------------- | ------------------ |
| Medalha de ouro   | Olga Volozhinskaya / Alexander Svinin | União Soviética    |
| Medalha de prata  | Petra Born / Rainer Schönborn         | Alemanha Ocidental |
| Medalha de bronze | Kelly Johnson / John Thomas           | Canadá             |
| 4                 | Karyn Garossino / Rod Garossino       | Canadá             |
| 5                 |                                       |                    |
| 6                 |                                       |                    |
| 7                 |                                       |                    |
| 8                 |                                       |                    |
| 9                 | Michelle McDonald / Patrick Mandley   | Canadá             |
| ...               |                                       |                    |

## Quadro de medalhas
| Ordem | País               | Medalha de ouro | Medalha de prata | Medalha de bronze |    | Ordem por total |
| ----- | ------------------ | --------------- | ---------------- | ----------------- | -- | --------------- |
| 1     | União Soviética    | 2               |                  | 1                 | 3  | 2               |
| 2     | Canadá             | 1               | 1                | 2                 | 4  | 1               |
| 3     | Japão              | 1               |                  | 1                 | 2  | 3               |
| 4     | Alemanha Ocidental |                 |                  | 1                 | 1  | 4               |
| 4     | Estados Unidos     |                 |                  | 1                 | 1  | 4               |
| 4     | Polônia            |                 |                  | 1                 | 1  | 4               |
| TOTAL | TOTAL              | 4               | 4                | 4                 | 12 | —               |